# Trachytrema castaneum
Trachytrema castaneum is een spinnensoort uit de familie Trochanteriidae. De soort komt voor in West-Australië.